# Артёмов, Сергей Николаевич (футболист)
Серге́й Никола́евич Артёмов (1 января 1978, Москва, СССР) — российский футболист.
Дебютировал в российской футбольной Высшей лиге в сезоне 1996 года за клуб «Динамо» Москва.
В различных стадиях Кубка России провёл не менее 8 игр, забил два мяча.
В Кубке УЕФА 1996/1997 провёл два матча, забил 2 мяча. В Кубке Интертото 1997 сыграл один матч.
Бронзовый призёр чемпионата России: 1997